# Evangelische Pfarrkirche Braunau am Inn

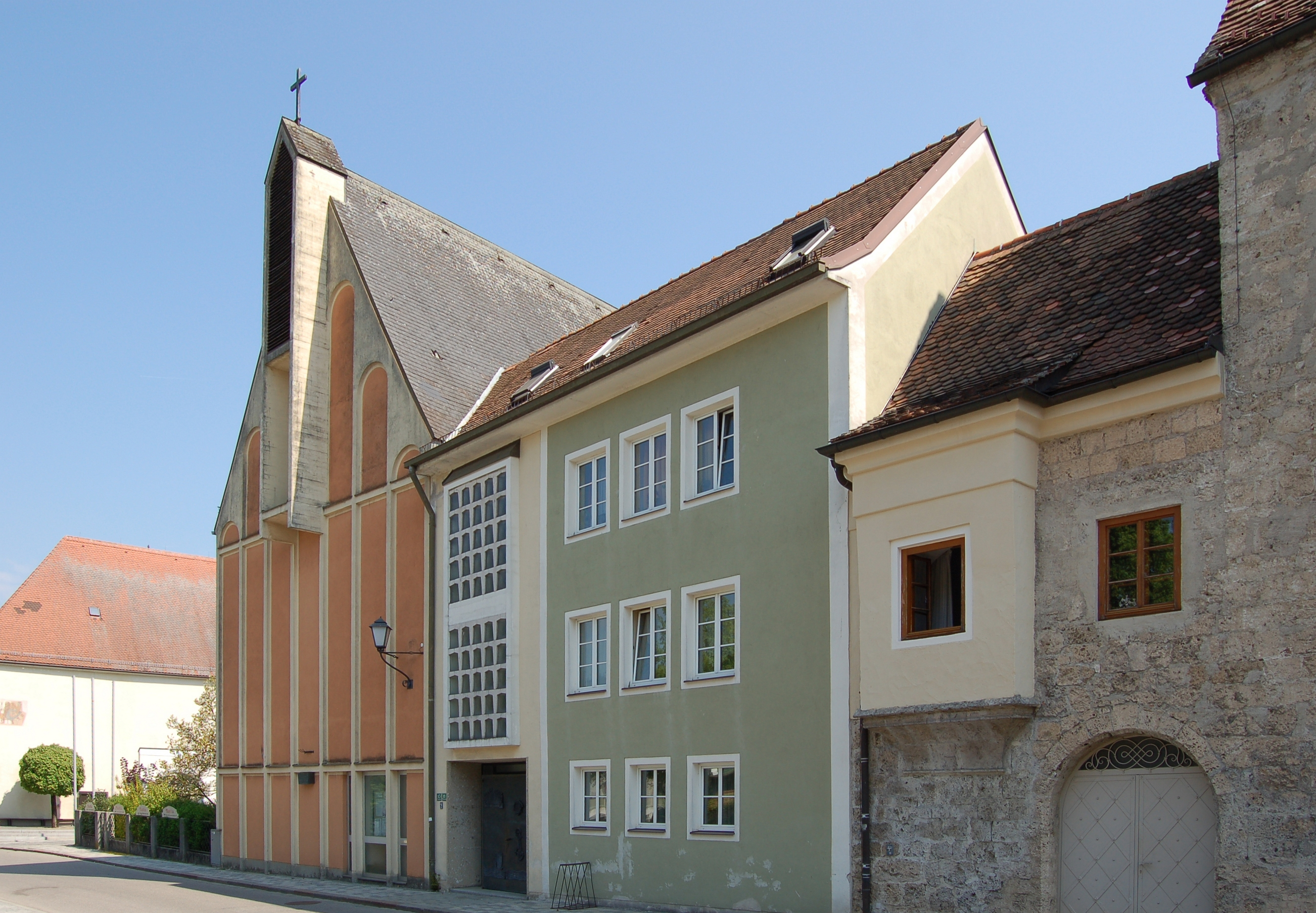
Evangelische Pfarrkirche in Braunau am Inn

Die Evangelische Pfarrkirche Braunau am Inn in der Stadtgemeinde Braunau am Inn in Oberösterreich entstand in den Jahren 1862–1866 durch den Umbau eines 1624 errichteten Gebäudes. Die Pfarrgemeinde ist Teil der Evangelischen Kirche A.B. in Österreich und gehört zur Evangelischen Superintendentur Oberösterreich. Die Braunauer Kirche wird auch Dankbarkeitskirche genannt. Unter dem Titel Evang. Pfarrkirche A.B. (ehem. Schüttkasten) und Küsterhaus steht sie unter Denkmalschutz (Listeneintrag).

## Die evangelische Kirche
Das Gebäude wurde ursprünglich 1624 als Kornspeicher für das Kapuzinerkloster errichtet. 1784 mit der Klosterreform von Kaiser Joseph II. wurde auch das Kloster Braunau aufgehoben. 1862 erwarb der Kaufmann Jakob Schönthaler die Liegenschaft und baute das Objekt bis 1866 zu einer evangelischen Kirche um. Im Jahr 1866 war die Kirchweihe der Dankbarkeitskirche. In den Jahren 1970 und 1971 erfolgte eine grundlegende Erneuerung des Gebäudes.
In den über 150 Bestandsjahren der Dankbarkeitskirche gab es mehrere Umbauten. Heutzutage ist der Gottesdienstraum im 1. Stock. Hier hängen mehrere Passionsbilder vom Linzer Künstler Prof. Johannes Schreiber (1922–2010). Eine Neuinterpretation der paulinischen Gegenüberstellung „Adam – Christus“ (Röm 5,12–21 ) bringen zwei moderne Glasfenster von Walter Riemer. Im Treppenaufgang befindet sich ein Relief mit dem Motiv „Der verlorene Sohn“, gestaltet vom Innviertler Bildhauer Rupert Rothböck. Das Kupferportal am Eingang verantwortete die Braunauer Künstlerin Resl Schröder-Lechner. Im Erdgeschoß befindet sich der Schönthalersaal. Hier feiert die Pfarrgemeinde Gemeindefeste, Feierabendmahle, Schul- und Abend-Gottesdienste. Im gegenüber befindlichen Jakob-Stüberl versammeln sich das Presbyterium, ein Gesprächskreis, der Frauenclub, die Kinder-Kirche und eine Selbsthilfegruppe.

## Geschichte der evangelischen Gemeinde
Nach der Veröffentlichung der 95 Thesen von Martin Luther verbreitete sich auch im damals noch zu Bayern gehörenden Innviertel bald der evangelische Glaube. Der Rat der Stadt Braunau stellte evangelisch gesinnte Prediger ein. Dies macht sich vor allem in der Kommunion „unter beiderlei Gestalt“ (= Hostie und Wein für alle Gläubigen) und in (teilweise) deutschsprachigen Messen bemerkbar. Außerdem unterrichteten die Schulmeister nach Luthers Katechismus. Die Wittelsbacher Landesherrn tolerierten dies lange Zeit. Um 1570 wurde im Zuge der Gegenreformation Braunau wieder römisch-katholisch. Im Jahr 1779 kam das Innviertel und damit auch die Stadt Braunau durch den Friedensvertrag von Teschen am 13. Mai 1779 zu Österreich.
Das durch Kaiser Joseph II. erlassene Toleranzpatent von 1781 erlaubte die Wiedererrichtung evangelischer Pfarrgemeinden in den habsburgischen Landen. Im heutigen Österreich wurden bis 1795 insgesamt 48 Toleranzgemeinden geschaffen. In Braunau war die Zahl der Gläubigen für eine Gemeindegründung zu gering. 1784 löste Kaiser Joseph II. das Kapuzinerkloster Braunau auf. Später wurde das Hauptgebäude zum Stadttheater umgestaltet, der angrenzende Getreidespeicher wurde ab 1862 zu einer evangelischen Kirche umgebaut. Im Jahr 1863 schied Braunau aus der pastoralen Betreuung durch Attersee aus, diese erfolgte nun von Salzburg aus. Im Jahr 1866 war das Kirchweihfest der Dankbarkeitskirche. 1899 wurde die Pfarrerhebung eingeleitet. 1900 wurde Braunau eine selbständige Pfarrgemeinde.
Ab 1944 kam es durch die Kriegsflüchtlinge zu einem starken Anstieg der seelsorglich zu betreuenden Personen. Innerhalb weniger Wochen stieg die Zahl der Evangelischen im Pfarrsprengel von 500 auf rund 10.000 an. In den nächsten Jahren zogen die meisten Flüchtlinge weiter. Durch weitere Pfarrerhebungen verkleinerte sich das Territorium der Pfarrgemeinde Braunau, es wurden  die Pfarrgemeinden Schärding (1952), Ried im Innkreis (1953) und Mattighofen (1961) herausgelöst. Die Pfarrgemeinde feierte im Jahr 2000 ihren 100. Geburtstag. Im selben Jahr stellte die Württembergische Landeskirche aus Geldmangel die Finanzierung der über viele Jahre dotierten Vikarsstelle in Mauerkirchen endgültig ein. 2016 feierte die evangelische Gemeinde das 150. Kirchweihfest der Dankbarkeitskirche.
Zur Pfarrgemeinde Braunau gehören folgende Kirchen: Dankbarkeitskirche Braunau, Erlöserkirche Mauerkirchen, Gnadenkirche Hochburg-Ach, Auferstehungskirche Riedersbach sowie der Gottesdienstsaal in Altheim und im Haus für Senioren Mauerkirchen.